# Hump Island
Hump Island (von englisch hump ‚Buckel, Höcker‘) ist eine Insel vor der Mawson-Küste des ostantarktischen Mac-Robertson-Lands. In der Holme Bay liegt sie östlich des East Arm des Horseshoe Harbour.
Luftaufnahmen, die bei der Lars-Christensen-Expedition 1936/37 entstanden, dienten norwegischen Kartografen für die Kartierung der Insel. Weitere Luftaufnahmen entstanden bei der US-amerikanischen Operation Highjump (1946–1947). Das Antarctic Names Committee of Australia gab ihr den an ihre Form angelehnten deskriptiven Namen.